# Rawlins Lowndes

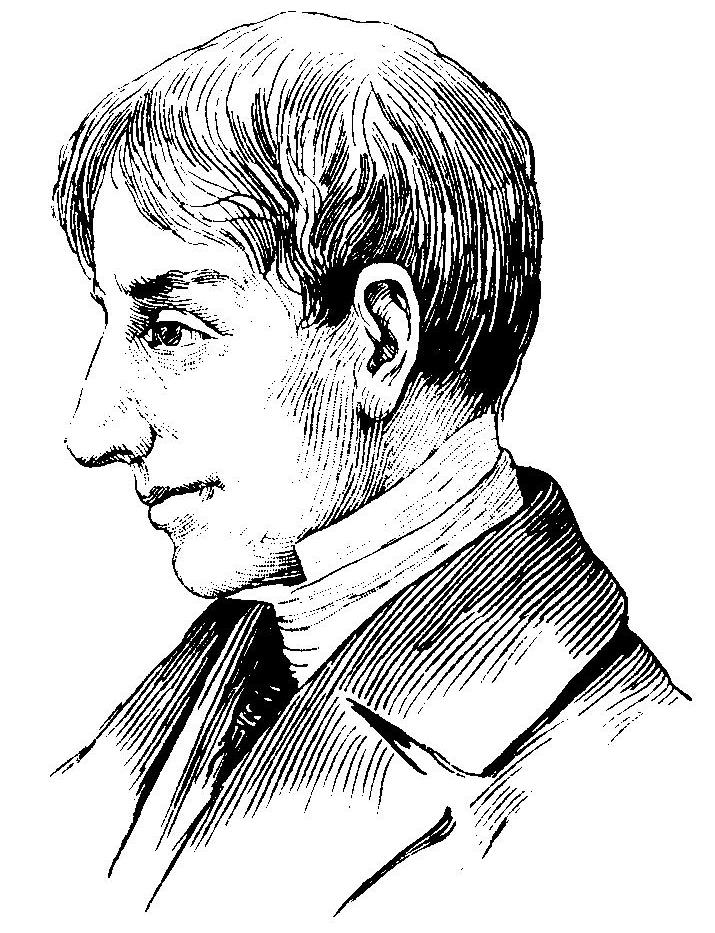
Rawlins Lowndes

Rawlins Lowndes (* Januar 1721 auf St. Kitts; † 24. August 1800 in Charleston, South Carolina) war ein US-amerikanischer Politiker. Er war von März 1778 bis Januar 1779 zunächst Präsident und dann Gouverneur von South Carolina.

## Frühe Jahre und politischer Aufstieg
Der genaue Geburtstag von Rawlins Lowndes ist unbekannt. Die Quellen sind sich aber einig, dass er im Januar 1721 auf der Karibikinsel St. Kitts geboren wurde. Er studierte in Charleston Jura. Von 1742 bis 1752 war er in der britischen Kolonie South Carolina als Provost Marshall im Polizeidienst. Im Jahr 1749 wurde er in das koloniale Parlament von South Carolina gewählt. In dem in den 1770er Jahren beginnenden Konflikt um die amerikanische Unabhängigkeit spielte Lowndes in South Carolina eine bedeutende Rolle. Er war Mitglied der ersten unabhängigen Gremien in South Carolina und gehörte 1776 zu der Kommission, die die neue Verfassung des Staates ausarbeitete. Lowndes sprach sich aber gegen militärische Aktionen gegen England aus.

## Gouverneur von South Carolina
Nach dem Rücktritt von John Rutledge vom Amt des Präsidenten von South Carolina am 7. März 1778, wurde Lowndes von den Abgeordneten des Parlaments zu dessen Nachfolger gewählt. Zu dieser Zeit befand sich der Staat längst im Kriegszustand mit den Briten, die sich anstrengten, große Teile South Carolinas militärisch zu besetzen. In seiner Amtszeit wurde die Verfassung modifiziert. Unter anderem entfiel der Titel eines Präsidenten von South Carolina. Wie in den anderen Staaten der neu entstandenen USA erhielt der Regierungschef den Titel eines Gouverneurs. Weitere Verfassungsänderungen betrafen den Senat des Staates, der fortan vom Volk gewählt wurde, die Entmachtung der Church of England in South Carolina und die Einschränkung des Vetorechts des Gouverneurs. Im Jahr 1779 fiel Lowndes in die Hände der Briten, woraufhin sein Vorgänger John Rutledge zum neuen Gouverneur gewählt wurde.

## Weiterer Lebenslauf
Nach seiner Freilassung aus der britischen Kriegsgefangenschaft wurde er Abgeordneter im Repräsentantenhaus von South Carolina. In der Debatte zur Ratifizierung der US-Verfassung stimmte er mit Nein, da er diese wegen ihrer Klauseln bezüglich des Sklavenhandels ablehnte. Er sah in der Sklaverei die wirtschaftliche Grundlage des Südens und verbat sich jede Einschränkung derselben. Die Verfassung hatte damals die Sklaverei nicht verboten, sondern lediglich den Handel mit Sklaven eingeschränkt. Außerdem sah er durch eine übergeordnete Bundesregierung die Freiheit der neuen Staaten und die Freiheit des Handels bedroht. In vielem nahm er damals schon politische Positionen des 19. Jahrhunderts vorweg, als immer wieder von South Carolina Forderungen nach Unabhängigkeit und den Rechten der Einzelstaaten erhoben wurden. Trotz seines Widerstandes wurde damals die Verfassung auch von South Carolina ratifiziert. Bis 1790 blieb Lowndes noch im Parlament seines Staates. Er starb im August 1800. Seine beiden Söhne Thomas und William vertraten später den Staat South Carolina im Kongress.